# Aglaia aherniana
Aglaia aherniana là một loài thực vật]] thuộc họ Meliaceae. Đây là loài đặc hữu của Philippines.